# Jan-Carlo Simić
Jan-Carlo Simić (Nürtingen, 2 maggio 2005) è un calciatore tedesco naturalizzato serbo di origini bosniache, difensore dell'Anderlecht e della nazionale serba.

## Biografia
È nato in Germania da madre serba e padre bosniaco.

## Caratteristiche tecniche
È un difensore centrale che può essere impiegato anche da terzino destro.

## Carriera

### Club
Simić ha iniziato la sua carriera calcistica nel settore giovanile dell'Hegnach, ed in seguito si è trasferito allo Kickers Stoccarda nel 2016 ed allo Stoccarda due anni dopo.
Nel 2022 è stato acquistato dal Milan per una cifra di 1 milione di euro, andando a rinforzare la formazione Primavera. Nel corso della preparazione estiva in vista della stagione 2023-2024 è stato più volte aggregato alla prima squadra, partecipando ad alcuni incontri amichevoli. Il 4 novembre ha ricevuto la prima convocazione ufficiale per l'incontro di Serie A contro l'Udinese, senza però riuscire ad esordire. Il 17 dicembre ha debuttato ufficialmente con la maglia rossonera sostituendo l'infortunato Tommaso Pobega al 24' e realizzando 17 minuti dopo il gol del momentaneo 2-0.
Il 23 luglio 2024 è stato ceduto a titolo definitivo all'Anderlecht.

### Nazionale
Ha giocato nelle nazionali giovanili serbe Under-16, Under-17, Under-18 ed Under-19. Nel marzo 2024 viene convocato per la prima volta in nazionale maggiore, per le amichevoli contro Russia e Cipro, non riuscendo tuttavia ad esordire. Ha debuttato il 5 settembre 2024 giocando il secondo tempo dell'incontro di UEFA Nations League pareggiato 0-0 contro la Spagna.

## Statistiche

### Presenze e reti nei club
Statistiche aggiornate al 29 marzo 2025.
| Stagione        | Squadra         | Campionato      | Campionato | Campionato | Coppe nazionali | Coppe nazionali | Coppe nazionali | Coppe continentali | Coppe continentali | Coppe continentali | Altre coppe | Altre coppe | Altre coppe | Totale | Totale | Totale |
| Stagione        | Squadra         | Comp            | Pres       | Reti       | Comp            | Pres            | Reti            | Comp               | Pres               | Reti               | Comp        | Pres        | Reti        | Pres   | Reti   |        |
| --------------- | --------------- | --------------- | ---------- | ---------- | --------------- | --------------- | --------------- | ------------------ | ------------------ | ------------------ | ----------- | ----------- | ----------- | ------ | ------ | ------ |
| 2023-2024       | Milan           | A               | 4          | 1          | CI              | 2               | 0               | UCL                | 0                  | 0                  |             | -           | -           | 6      | 1      |        |
| 2024-2025       | Anderlecht      | D1              | 33         | 3          | CB              | 6               | 1               | UEL                | 10                 | 0                  |             | -           | -           | 49     | 4      |        |
| Totale carriera | Totale carriera | Totale carriera | 37         | 4          |                 | 8               | 1               |                    | 10                 | 0                  |             | -           | -           | 55     | 5      |        |

### Cronologia presenze e reti in nazionale
| Cronologia completa delle presenze e delle reti in nazionale ― Serbia | Cronologia completa delle presenze e delle reti in nazionale ― Serbia | Cronologia completa delle presenze e delle reti in nazionale ― Serbia | Cronologia completa delle presenze e delle reti in nazionale ― Serbia | Cronologia completa delle presenze e delle reti in nazionale ― Serbia | Cronologia completa delle presenze e delle reti in nazionale ― Serbia | Cronologia completa delle presenze e delle reti in nazionale ― Serbia | Cronologia completa delle presenze e delle reti in nazionale ― Serbia |
| Data                                                                  | Città                                                                 | In casa                                                               | Risultato                                                             | Ospiti                                                                | Competizione                                                          | Reti                                                                  | Note                                                                  |
| --------------------------------------------------------------------- | --------------------------------------------------------------------- | --------------------------------------------------------------------- | --------------------------------------------------------------------- | --------------------------------------------------------------------- | --------------------------------------------------------------------- | --------------------------------------------------------------------- | --------------------------------------------------------------------- |
| 5-9-2024                                                              | Belgrado                                                              | Serbia                                                                | 0 – 0                                                                 | Spagna                                                                | UEFA Nations League 2024-2025 - 1º turno                              | -                                                                     | 46’                                                                   |
| 12-10-2024                                                            | Leskovac                                                              | Serbia                                                                | 2 – 0                                                                 | Svizzera                                                              | UEFA Nations League 2024-2025 - 1º turno                              | -                                                                     | 73’ 84’                                                               |
| 15-10-2024                                                            | Cordova                                                               | Spagna                                                                | 3 – 0                                                                 | Serbia                                                                | UEFA Nations League 2024-2025 - 1º turno                              | -                                                                     | 79’                                                                   |
| 20-3-2025                                                             | Vienna                                                                | Austria                                                               | 1 – 1                                                                 | Serbia                                                                | UEFA Nations League 2024-2025 - Play-out                              | -                                                                     | 68’                                                                   |
| 10-6-2025                                                             | Leskovac                                                              | Serbia                                                                | 3 – 0                                                                 | Andorra                                                               | Qual. Mondiali 2026                                                   | -                                                                     | 76’                                                                   |
| Totale                                                                |                                                                       | Presenze                                                              | 5                                                                     |                                                                       | Reti                                                                  | 0                                                                     |                                                                       |